# Dylan des Fountain
Dylan des Fountain (Città del Capo, 7 giugno 1985) è un ex rugbista a 15 e imprenditore sudafricano, in carriera attivo nel ruolo di tre quarti centro.

## Biografia
Cresciuto a Città del Capo nelle file del Western Province, con cui debuttò in Currie Cup nel 2006, des Fountain ebbe il suo primo approccio professionistico a Pretoria nella franchise dei Bulls, per la cui squadra Under-21 militò nella seconda parte del 2006; tornato al Capo, esordì nel 2007 nel Super 14 nella franchise dei Bulls.
Una serie di infortuni, tuttavia, gli fece saltare numerosi incontri e, nel caso del Super 14 2010, lo mancò del tutto, non registrandovi alcuna presenza; inoltre, la presenza di numerosi altri giocatori nel ruolo di centro spinse il giocatore a chiedere di essere ceduto per avere possibilità di giocare; nonostante le offerte di alcune società sudafricane (in primis i Free State Cheetahs, des Fountain optò per gli Aironi, neo istituita formazione italiana, per l'opportunità di giocare in Celtic League e in Heineken Cup.
L'esperienza italiana fu tuttavia breve (solo due incontri) a cura della rottura di un legamento crociato anteriore, e nel 2011 il giocatore tornò in Sudafrica ingaggiato dalla franchise dei Lions e per la relativa squadra provinciale in Currie Cup.
Tuttavia anche in Sudafrica la sua carriera non progredì a causa dei numerosi infortuni: al termine della sua attività, chiusa a soli 28 anni, des Fountain era stato operato 18 volte, di fatto rimanendo inattivo per metà dei suoi 12 anni da professionista.
Dalla fine dell'attività agonistica è imprenditore nel ramo delle piattaforme digitali.